# У
У, у (название: у) — буква всех славянских кириллических алфавитов (20-я в болгарском, 21-я в русском и белорусском, 24-я в сербском и украинском, 25-я в македонском); используется также в алфавитах некоторых неславянских языков. Её прототипом является старославянская буква «ук», сложенная из букв О и «ижица».

## Русский язык
В русском языке в произношении буква У соответствует гласному звуку [u], причём, в отличие от большинства русских гласных, звучит достаточно чётко и в безударном положении.
Основное положение, в котором эта буква звучит нечётко, — окончания глаголов и суффиксы причастий, особенно после шипящих: «пишут/слышат», «пишущий/слышащий» и т. п. — фонема [u] произносится в отмеченных местах одинаково неопределённо. Кроме того, этот гласный звучит нечётко, а произношение «гуляет» между [u] и [ɨ], в суффиксах слов наподобие «воробушек/воробышек» или «солнышко/солнушко».
Предлог «у» состоит из одной этой буквы, так же как и междометие «у»: «У, как холодно!», «У, негодники!».

## Белорусский язык
В белорусском языке от буквы «У» произошла буква Ў («у краткое»), по звучанию соответствующая английскому W.

## Тюркские языки
В татарском языке букве «У» в кириллице соответствует: в яналифе — U u; в янга имля — дамма, хамзадамма или вавдамма.

## Таблица кодов
| Кодировка     | Регистр   | Десятич- ный код | 16-рич- ный код | 8-рич- ный код | Двоичный код      |
| ------------- | --------- | ---------------- | --------------- | -------------- | ----------------- |
| Юникод (У, у) | Прописная | 1059             | 0423            | 002043         | 00000100 00100011 |
| Юникод (У, у) | Строчная  | 1091             | 0443            | 002103         | 00000100 01000011 |
| ISO 8859-5    | Прописная | 195              | C3              | 303            | 11000011          |
| ISO 8859-5    | Строчная  | 227              | E3              | 343            | 11100011          |
| КОИ-8         | Прописная | 245              | F5              | 365            | 11110101          |
| КОИ-8         | Строчная  | 213              | D5              | 325            | 11010101          |
| Windows-1251  | Прописная | 211              | D3              | 323            | 11010011          |
| Windows-1251  | Строчная  | 243              | F3              | 363            | 11110011          |

В HTML прописную букву У можно записать как &#1059; или &#x423;, а строчную у — как &#1091; или &#x443;.